# Stenus trifidus
Stenus trifidus – gatunek chrząszcza z rodziny kusakowatych i podrodziny myśliczków (Steninae).
Gatunek ten został opisany w 1939 roku przez L. Benicka na podstawie okazów odłowionych w Vara Blanca i La Caja.
Ciało długości 4,7 mm, czarne, błyszczące. Głaszczki i odnóża czerwonożółte. Czułki czerwonożółte, miejscami przyciemnione. Głowa i przedplecza nadzwyczaj grubo punktowane. Głowa szerokości pokryw. Przedplecze tak szerokie jak długie, trochę przed środkiem najszersze, bokami raczej silnie zaokrąglone, ku przodowi płasko wypukłe, jego przednia i tylna krawędź równej długości. Pokrywy mierzone wzdłuż szwu trochę dłuższe od przedplecza. Boki pokryw prawie równoległe. Boki odwłoka silnie obrzeżone, a przednie tergity z poprzecznymi, słabymi dołkami. Samiec ma wycięcie na szóstym sternicie wąskie, raczej głębokie i zaokrąglone, na piątym sternicie bardzo słabe. Samica ma szósty sternit po bokach zafalowany, pośrodku spiczasty, a piąty sternit z delikatniej i gęściej punktowanym, szerokim, podłużnym spłaszczeniem przed tylną krawędzią.
Chrząszcz neotropikalny, znany wyłącznie z Kostaryki.